# Phoma araucariae
Phoma araucariae är en lavart som beskrevs av Traverso 1900. Phoma araucariae ingår i släktet Phoma, ordningen Pleosporales, klassen Dothideomycetes, divisionen sporsäcksvampar och riket svampar.   Inga underarter finns listade i Catalogue of Life.